# Smålands nation, Växjö
Smålands Nation är en studentnation vid Linnéuniversitetet på campus i Växjö. Den har sina rötter i GÖKens nation (Gotland, Öland och Kalmar Nation), men på grund av för lite aktivt folk och dåligt engagemang ombildades GÖKen i mars/april 1986 till Smålands nation. Sedan fanns Smålands nation t.o.m. våren 1988 då den lades i vila för att sedan återstartas i september 1989 till den skepnad den har än idag. Nationens ålder kan alltså vara öppen för tolkning.
Smålands Nations styrelse röstas fram varje ny termin och består vanligtvis av minst 13 medlemmar som har ansvar för olika poster.
Idag är Smålands nation en partipolitiskt och religiöst obunden förening mest känd som en musikinriktad nation. Förutom att arrangera konserter arrangerar nationen även sittningar (middagar) och filmfestivaler.
Tillsammans med de övriga studentnationerna vid Linnéuniversitetet driver Smålands nation studentpuben Sivans.